# 陝西菜
陕西菜简称秦菜或陕菜，为发源于陕西的地方菜系，其口味酥烂爽嫩、鲜香、偏酸辣、咸辣。烹饪方法以炝、汆、蒸、炖、烩、炒、酿为主，长于用芡用汤。代表菜品如腊汁肉夹馍、凉皮、油泼面、葫芦头、梆梆肉、牛羊肉泡馍。

## 描述
秦菜拥有主味突出、香味突出、油料为主、主料突出几大特点。

### 主味突出
秦菜主味突出，一个菜虽含很多调味品，但主味只有一个，甜、酸、苦、辣、咸只有一个味出头，含复合味在内的所有其他味均居从属地位。

### 香味突出
秦菜香味突出，多选辣椒、陈醋、大蒜和花椒等，其目的是取其香，而并非单纯为了麻、辣、酸。秦菜之取香方法不同于其他菜系：用同样调味料时，其他菜系多选用泡辣椒、辣子豆瓣酱、辣酱油等，秦菜则多选用干辣椒。干辣椒经油烹后拣出，是种辣而不烈的香辣。

### 油料为主
秦菜油料为主，用油烹各种调味料来增加香味：蒜、醋、花椒经油烹，辣、酸、麻味减弱，蒜香、醋香、椒香味增强。因此，即使是同一菜品，秦菜的这种为取香而先油烹调味料的特色也使得其味道及烹饪方法与其他菜系不同：例如一道平常的酱爆肉丁，其他菜系多是先下辅料，再下面酱和肉丁，而秦菜则是先下面酱，让面酱发出酱香味后，再下辅料和肉丁，因而秦菜的香味突出。

### 主料突出
秦菜主料突出，以牛羊猪肉为主。如大荔的“带把肘子”，即以猪的前肘，用较重的调料，先燎后蒸，绵烂香软。“光头炒肉”，选用瘦肉，不配副料，是取料单一的典型。

## 分类
陕西菜一般分为南、北、中三个流派，分别为陕南菜、陕北菜、和关中菜。

### 陕南菜
以汉中、商洛、安康为代表，烹饪方法多釀、熏、 炖。主食米饭，口味酸辣，其中酸味来自浆水菜和酸菜。  
| - 鸡蹄蒸菜 - 韭菜辣椒炒地耳 - 酸菜炒燃麵 - 渣辣子炒粉皮 - 白血海参 - 汉江八宝鳖 | - 秦巴四珍鸡 - 烧鱼梅 - 商芝肉 - 苜蓿肉锅贴 - 薇菜里脊丝 - 蒸盆子 |

### 陕北菜
以榆林、延安、绥德为代表，主食小米和荞麦。主料多为猪羊，以猪羊合烹为多。口味鲜香酥烂。烹饪方法多釀、熏、 炖。 
| - 手抓羊肉 - 羊肉冻豆腐 - 红焖狗肉 - 太极鱼线 - 塞上烩菜 |

### 关中菜
以西安、铜川、大荔、宝鸡、三原、咸阳为代表，主料多为家禽家畜，主食以面食为多。口味酥烂香肥，味浓料重。
| - 油泼辣子火锅 - 葫芦鸡 - 鸡米海参 - 温拌腰丝 - 桃仁口蘑氽双脆 - 奶汤锅子鱼 | - 酿金钱发菜 - 莲蓬鸡 - 烧大肠 - 盆景三皮丝 - 烤羊腿 | - 红油花肚 - 烤全羊 - 红袍莲籽 - 鱼羊烧鲜 - 烧三鲜 | - 带把肘子 - 水磨丝 - 升官图(又稱猴戴帽) - 蜜汁轱辘 |